# Битва біля Лівобережної Сокілки
Битва біля Лівобережної Сокілки — бій, що відбувся 11 (22 за н. ст.) квітня 1709 року (12 квітня за  шведським календарем), під час  Північної війни, на території сучасної Полтавщини між шведськими і козацькими та російськими військами.

## Передісторія
У кампанії 1709 року шведська армія  Карла XII діяла на Україні, при цьому на бік шведів перейшли гетьман Іван Мазепа з частиною запорізьких козаків на чолі з Костем Гордієнко.
Росіяни, щоб уникнути генеральної битви, вели «малу війну», всіляко досаждаючи шведам і регулярно нападаючи на їх окремі загони. На початку квітня 1709 року кавалерійський корпус генерал-лейтенанта Карла Ренне вирушив «розвідати ворожі обороти» і «для переманювання запорожців». Проти російських солдатів шведи направили кавалерію генерал-майора Карла Крузе з козаками.
Чотири тисячі запорожців, що приєдналися до королівського війська справили на регулярне шведське військо несприятливе враження: «ненавчені і негожі люди, у третини не було рушниць, а тільки короткі піки й коси на жердинах». Закинувши рушниці і сіряки на вози, дві тисячі запорожців «йшли як стадо овець» збоку від 2,5-тисячної колони шведських кавалеристів. Вони настільки виснажилися в нічному марші, що шведи до бою залишили частину своєї кінноти для їх прикриття.

## Битва
22 квітня 1709 року (12 квітня за шведським календарем) шведи, скориставшись туманом, раптово атакували російський кавалерійський корпус Карла Ренне і притиснули його до річки. Запорозькі козаки зайнялися грабунком російського обозу, відмовилися коритися генералу Крузе і, таким чином, в битві не брали участь. Ренні зумів відновити порядок і пішов на прорив.
Шведи писали, що вони переслідували російських протягом 11 миль, при цьому втрати росіян склали 400 убитих і 1000 поранених. Самі шведи відзвітували про втрату 290 осіб убитих і поранених.
К.Ренне, своєю чергою, оголосив про свою перемогу і загибель 800 шведів, включаючи полковника Гільденштерна, а також захоплення 4 гармат. Свої втрати він оцінив в 50 осіб.

## Підсумок бою
Бій не змінив стратегічної обстави. Армія Карла XII переправилася на правий берег р. Ворскла і незабаром розпочала облогу Полтави.